# S/S Lagaholm

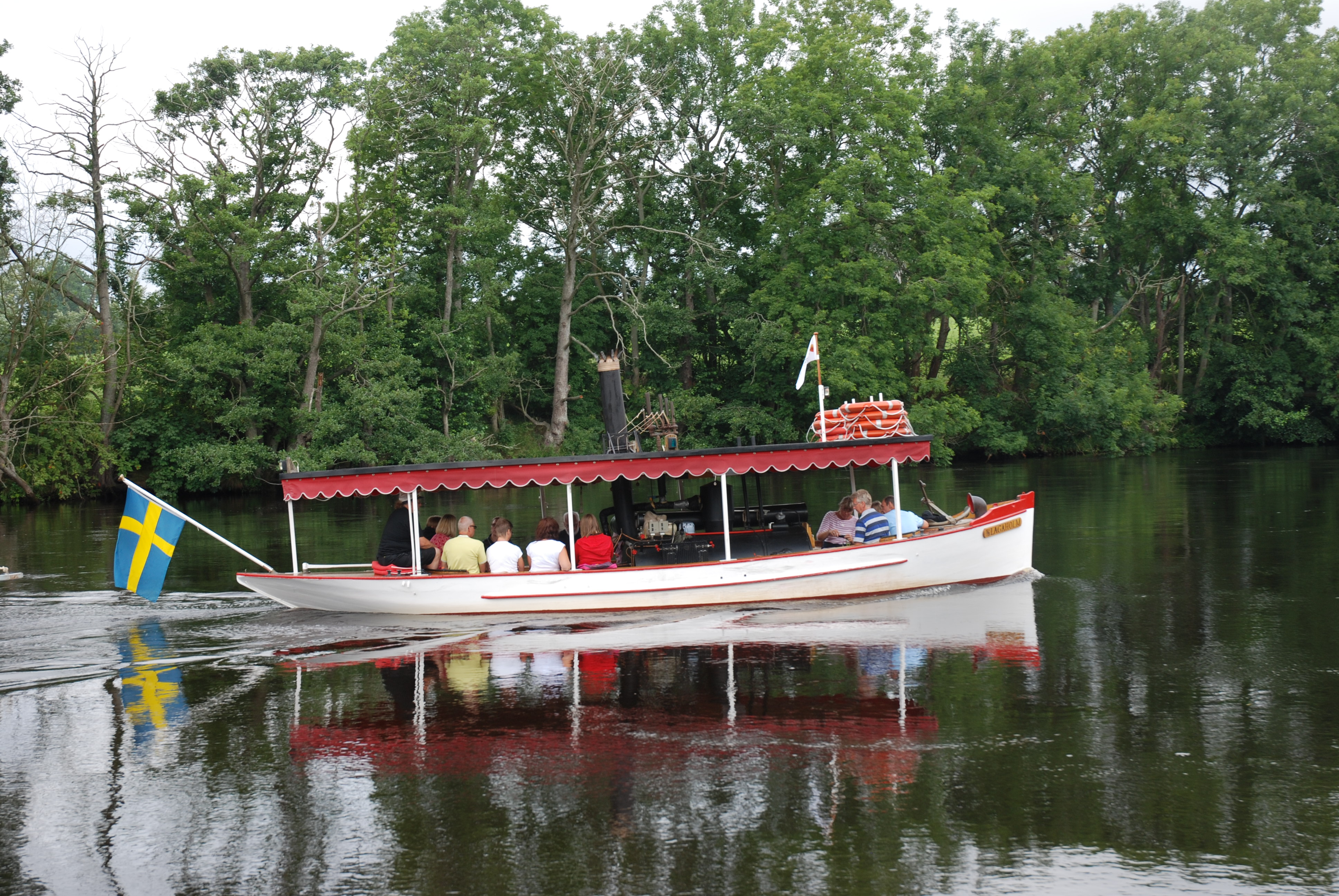
S/S Lagaholm i Lagan.

S/S Lagaholm är en svensk ångslup med hemmahamn i Laholm.
S/S Lagaholm byggdes 1888 som Bore för att användas för timmerflottning. 1985 köptes hon av Sofiero Bryggeri i Laholm och har från 1994 sommartid gått i turisttrafik på Lagan. Hon ägs numera av Laholms Ångbåtsförening.

## Fartygsdata
- Byggår: 1888
- Varv: Mekaniska verkstaden Vulcan i Norrköping
- Material: trä
- Maskineri: ångmaskin
- Effekt: 15 hk
- L.ö.a.: 9,4 meter
- Bredd: 2,40 meter
- Passagerantal: 12